# Opóźnienie (informatyka)
Opóźnienie, latencja, żargonowo lag – termin odnoszący się zwykle do szybkości działania sieciowych programów komputerowych. Oznacza on, że aplikacja nie reaguje w odpowiednio krótkim czasie na przesyłane w sieci sygnały sterujące, przetwarzane przez dużą liczbę hostów pośredniczących.
Przy aplikacjach działających w systemach rozproszonych, którymi są na przykład aplikacje internetowe, przyczyną latencji jest często opóźnienie komunikacyjne, czyli czas wymagany, aby wysłany pakiet danych dotarł do drugiego końca kanału komunikacyjnego, a odpowiedź zwrotna trafiła z powrotem do nadawcy.
Określenie „lag” jest często stosowane w odniesieniu do gier online w sytuacji, kiedy gra traci synchronizację z poleceniami sterującymi gracza, zwykle z powodu zbyt wolnego połączenia internetowego, mało wydajnego serwera lub przeciążonego zadaniami lokalnego komputera. Czasami powodem jest też zbyt długi czas dostępu, głównie przy połączeniach w sieciach mobilnych starszych generacji (2G, 2.5G, 3G). 
W przypadku gier komputerowych (gier wideo) termin ten służy do opisu opóźnienia lub czasu oczekiwania między działaniami podejmowanymi przez gracza i odpowiednią reakcją gry.
Wyraz „lag” pojawia się często w serwisach IRC i bywa mylony z pingiem (program ping służy do mierzenia liczby zgubionych pakietów oraz opóźnień w ich transmisji). W kontekście gier online „duży lag” oznacza wartość powyżej 100–200 ms, dla IRC i komunikatorów to więcej niż kilka sekund.
W żargonie użytkowników komputerów słowo „lag” jest używane do opisu dowolnego opóźnienia, nieraz w żartobliwym kontekście. Powstało także pojęcie pochodne – „lag mózgowy” – które jest humorystycznym określeniem chwilowego zaniku koncentracji, pamięci lub alternatywnie braku wiedzy na jakiś temat. W sytuacji, gdy ktoś dozna takiego lagu, mówi się też, że potrzebuje „resetu” lub że musi się „zresetować”.
Czasami pojęcie opóźnienia jest błędnie stosowane do określenia „klatkowania” lub inaczej efektu „żabich skoków” w płynności odtwarzania obrazów, przy przesyłaniu lub generowaniu poszczególnych klatek animacji bądź filmu, co objawia się spadkiem wyświetlanej liczby klatek na sekundę (FPS).